# كهوف تيرانو
كهوف تيرانو (بالإيطالية: Grotte di Toirano)‏ هي عبارة عن نظام كهوف كارستية في بلدية تويرانو، في مقاطعة سافونا، ليغوريا، إيطاليا.

## معرض الصور

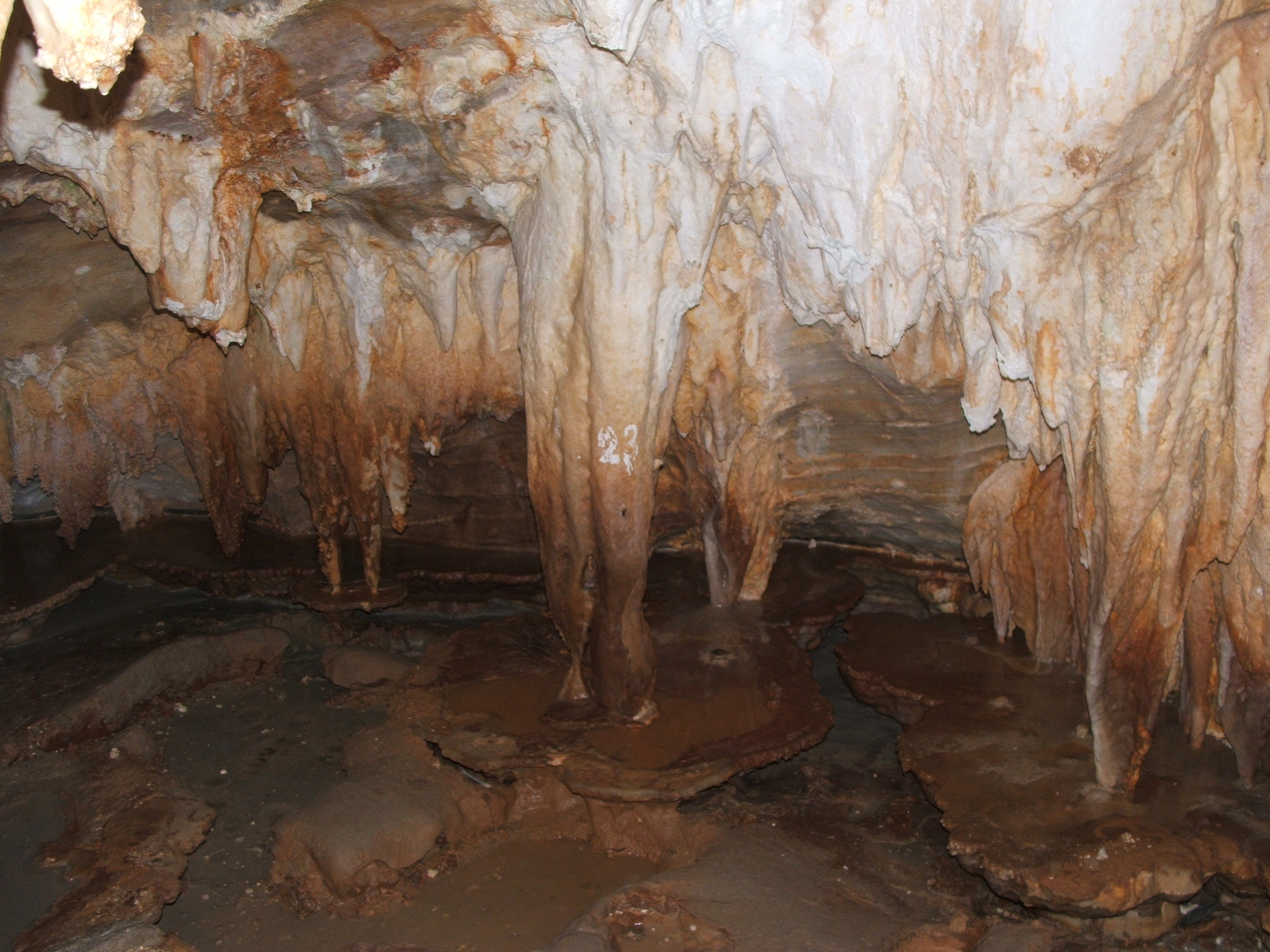
مجموعة من نوازل الكهوف
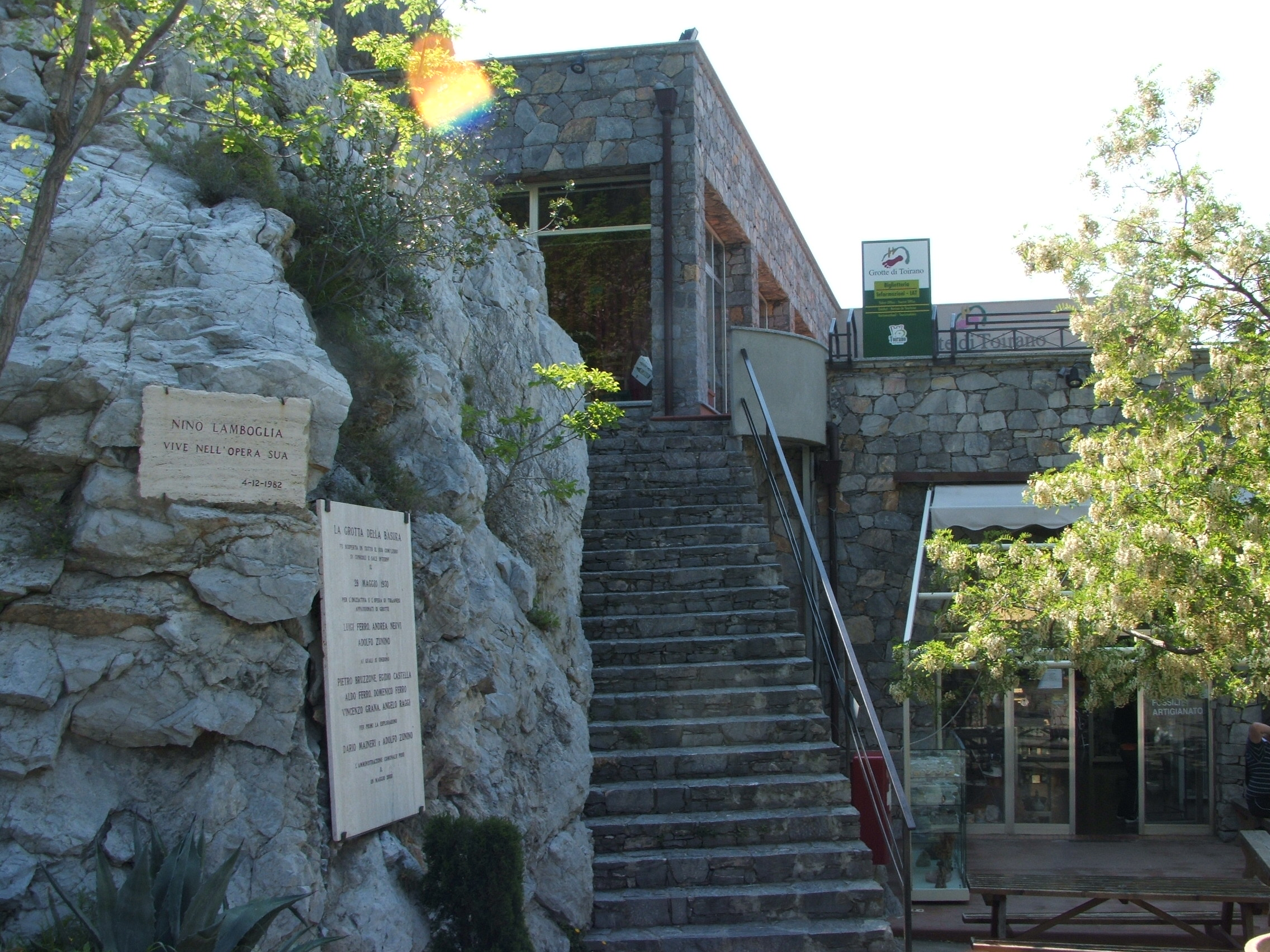
المدخل

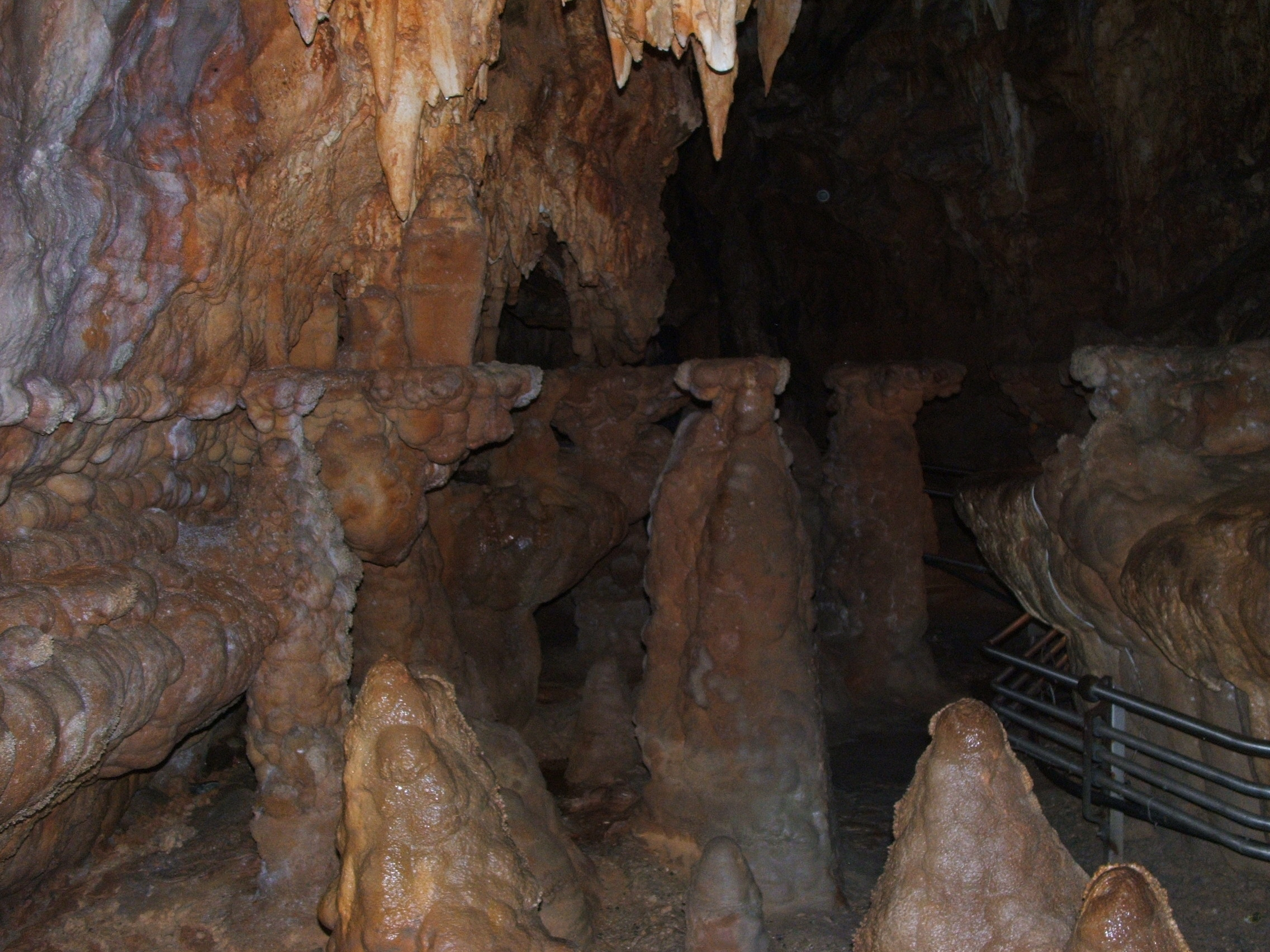
المنظر
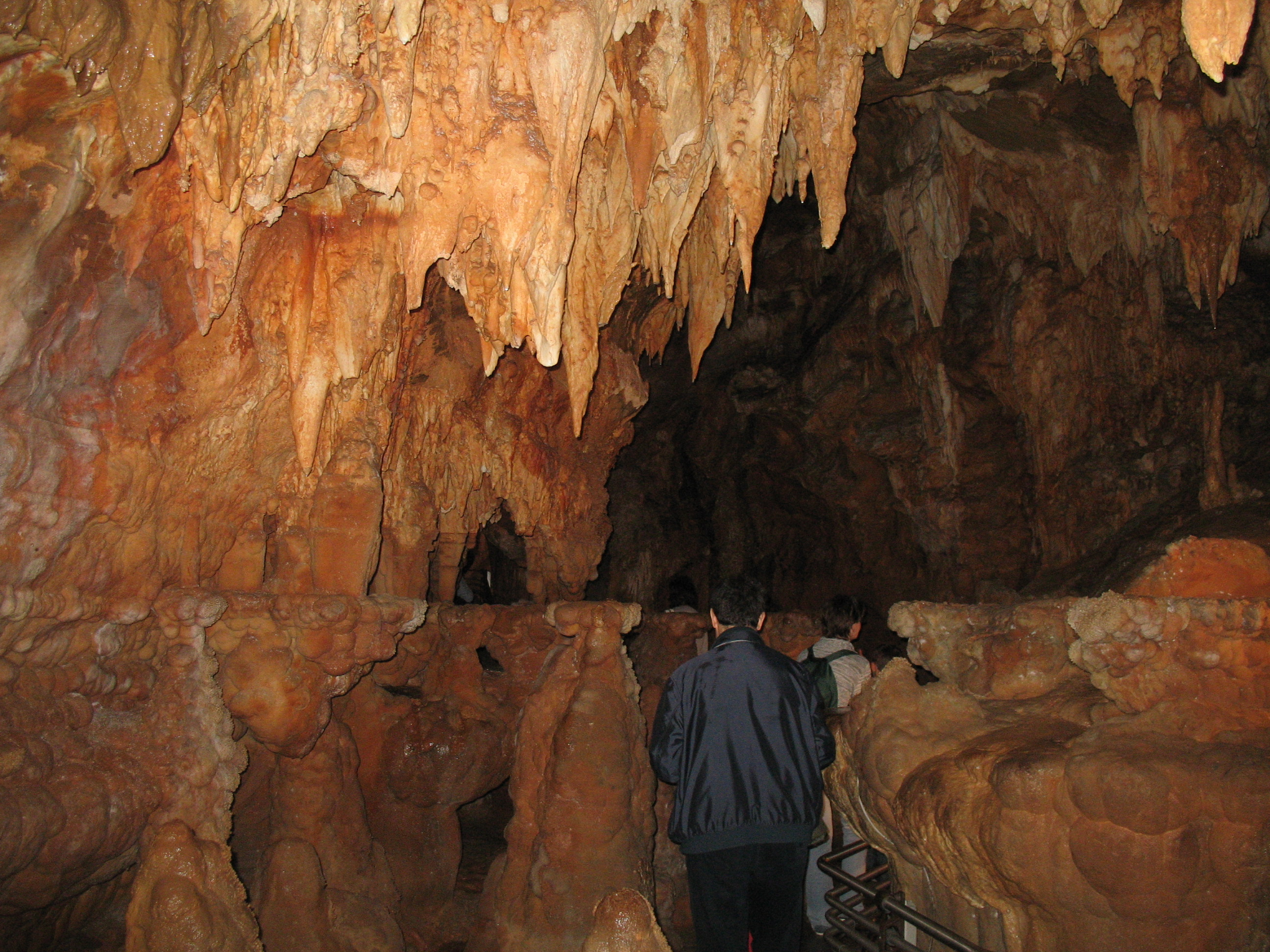
المنظر